# Scorpus
Flavio Escorpo (Hispania, c. 68 - Roma, c. 95), o simplemente Escorpo (en latín Flavius Scorpus), fue un famoso auriga de la antigua Roma que vivió a finales del siglo I. Scorpus condujo carros para la factio prasina, el equipo verde, durante el reinado de Domiciano. Acumuló 2.048 victorias y se convirtió en uno de los conductores de carros más famosos de la historia romana junto a otros como Cayo Apuleyo Diocles. Ganó cantidades extraordinariamente grandes de dinero. Marcial, poeta romano coetáneo, comenta en uno de sus epigramas que ganaba quince sacos de oro en una sola carrera. Scorpus murió joven, posiblemente a los 26 años.
Scorpus era esclavo, como muchos aurigas, y nació en Hispania. Recibió muchas veces la palma de la victoria. A menudo, al final de las carreras, los aficionados le tiraban dinero. Finalmente, compró su libertad y siguió compitiendo como libertus (esclavo liberado).
Marcial se refiere a Scorpus tres veces en el Libro X de sus Epigramas, compuesto entre los años 95 y 98. Las dos más importantes dicen:

¡Oh! ¡Triste desgracia! Que tú, Scorpus, hayas muerto en la flor de tu juventud y hayas sido llamado tan prematuramente a uncir los sombríos caballos de Plutón. Aquella meta, siempre fugaz y rápida al paso de tu carro, ¿por qué estuvo también tan cercana en tu vida? (X.50, 5-8)

y

Yo soy el famoso Scorpus, la gloria del circo clamoroso, el muy aplaudido y efímero amor de Roma. La envidiosa parca Láquesis, contando mis victorias en lugar de mis años, creyó que era anciano y me arrebató en mi vigésimo sexto año. (X.53)

Aunque se desconoce la causa de la muerte de Scorpus, es probable que tuviera lugar en alguno de los numerosos accidentes que ocurrían durante las carreras de carros, conocidos en latín como naufragia ("naufragios").